# المركز العالمي للبولينج (السعودية)
المركز العالمي للبولينج هو أكبر صالة بولينج في المملكة العربية السعودية ويقع في العاصمة الرياض، تم افتتاحه في مايو 2007م خلال أيام بطولة المملكة الدولية المفتوحة الأولى للبولينج، تضم الصالة 30 مسار بولينج ومركز إنترنت وألعاب إلكترونية وطاولات للبلياردو وألعاب الفيديو، وهي مصممة ومخصصة للبطولات الدولية. يشرف على المركز الأمير عبد الحكيم بن مساعد بن عبد العزيز.

## أقسام المركز
يضم المركز قسم خاص بالسيدات وقسم للعائلات وقسم للرجال، ويحتوي على قاعة لإقامة الدورات التدريبية، وطاولات البلياردو وشاشات الألعاب الالكترونية، وسينما للأطفال وأركان الحرف اليدوية للأطفال ورسم الوجه وألعاب الأراجوز والألعاب البهلوانية والكاريوكي، وقسم خاص بالمطاعم والمقاهي، وقاعات لعقد الاجتماعات وشاشات عرض لمشاهدة البورصة والمباريات، إضافة إلى برو شوب لبيع مستلزمات البولينج.

## أحكام اللعبة
تلعب البولينج فرديا أو جماعيًا حيث يقذف اللاعبون بكرة كبيرة مصنوعة من اللدائن الثقيل الوزن ويقدر وزنها بـ 16 باوند لإصابة أكبر عدد ممكن من القطع الخشبية الموضوعة في نهاية مضمار طويل يبلغ طولة 18 متر وعرضه 1.04 وتحتسب نقطة لكل قطعة تسقطها الكرة ويكون طول كل قطعة خشبية حوالي 38 سم وتصنع من الخشب أو اللدائن.